# Plaza de las Flores (Murcia)
La plaza de las Flores de Murcia (Región de Murcia, España) es uno de los espacios urbanos más destacados del casco antiguo de dicha ciudad española. Situada en el céntrico barrio de San Pedro, perteneciente al distrito Centro Oeste, es la principal área de tapeo y restauración de la urbe. Se trata de una plaza peatonal. 
En torno a la fuente central que la preside se sitúan diversas terrazas de bares de tapas, árboles, bancos de madera, etc. convirtiéndose en uno de los espacios con mayor encanto de la ciudad. Su nombre lo recibe de los antiguos puestos de flores que había en ella, manteniéndose algunas floristerias.

## Ubicación
Situada en pleno casco antiguo de la capital murciana, dentro de los límites de la muralla medieval que rodeaba la vieja medina, se trataba de un espacio que conectaba y conecta las contiguas plazas de San Pedro (llamada así por la parroquia del mismo nombre a la que da su fachada principal) con la de Santa Catalina, auténtica plaza mayor de la ciudad durante siglos.
Tanto los caminos reales que llevaban a Castilla (a través de la calle San Nicolás) como los que llevaban a Andalucía (a través de las calles Vidrieros y Almenara) pasaban por la plaza San Pedro en dirección a otras partes de la ciudad (como el centro religioso que representaba la Catedral, el centro político del Concejo sito en el Arenal, o el comercial de los mercados del plano de San Francisco o bien al puente de los Peligros para cruzar el río Segura y seguir camino a Cartagena), por lo que la plaza de las Flores servía de comunicación entre esta vital arteria con la plaza de Santa Catalina (donde se encontraba el Contraste de la Seda)
Su importante ubicación queda demostrada por el hecho de que desde tiempo inmemorial por ella discurrían (y discurren hoy) los desfiles del Corpus y de las procesiones de Semana Santa.
A ella desembocan otras calles como la de Jiménez Beaza, Ruiperez, San Joaquín, Arzobispo Simón López y Cristo de la Esperanza.

## Historia
En sus inicios, la mayoría del espacio que hoy representa la plaza estaba ocupado por el edificio de la Carnicería Mayor de Murcia, destinado a la venta de carne. Alrededor de dicho edificio los floristas de la ciudad colocaron sus puestos con el fin de ofrecer sus productos. Puestos que hoy siguen presentes en la plaza. 
El inmueble de las Carnicerías, que al abastecer de este importante recurso solía situarse cerca de las plazas mayores (como es el caso de Santa Catalina), fue edificado en el siglo XVII.
A finales del siglo XIX el edificio fue demolido, quedando en su espacio la actual plaza, que siguió siendo denominada como de las Carnicerías, hasta que a principios del siglo XX el Ayuntamiento decidió cambiar su nombre por el de Pedro Díaz Cassou, en honor a este erudito y escritor murciano, aunque el lugar ya era conocido por los ciudadanos como plaza de las Flores por los puestos presentes en ella. 
En 1968 la zona recibió finalmente la denominación oficial de plaza de las Flores.
En los últimos años del siglo XX, la plaza se convirtió en zona peatonal de manera conjunta con la plaza de Santa Catalina, unificando su diseño urbano.

## Edificios de interés
El conjunto de la plaza de las Flores, la plaza de Santa Catalina y la plaza de San Pedro es un interesante ejemplo de trazado urbano concebido a partir de la agregación de los espacios abiertos que conforman cada una de las plazas. Estas quedan imbricadas entre sí a través de pequeñas callejuelas, que dotan al conjunto de un encanto especial.
Bordeando la plaza podemos observar edificios de estilo ecléctico construidos durante el siglo XIX y primeros años del XX. Son estas construcciones las que ofrecen a la plaza su entidad arquitectónica más pronunciada, representando el mejor ejemplo de arquitectura urbana de aquella época.

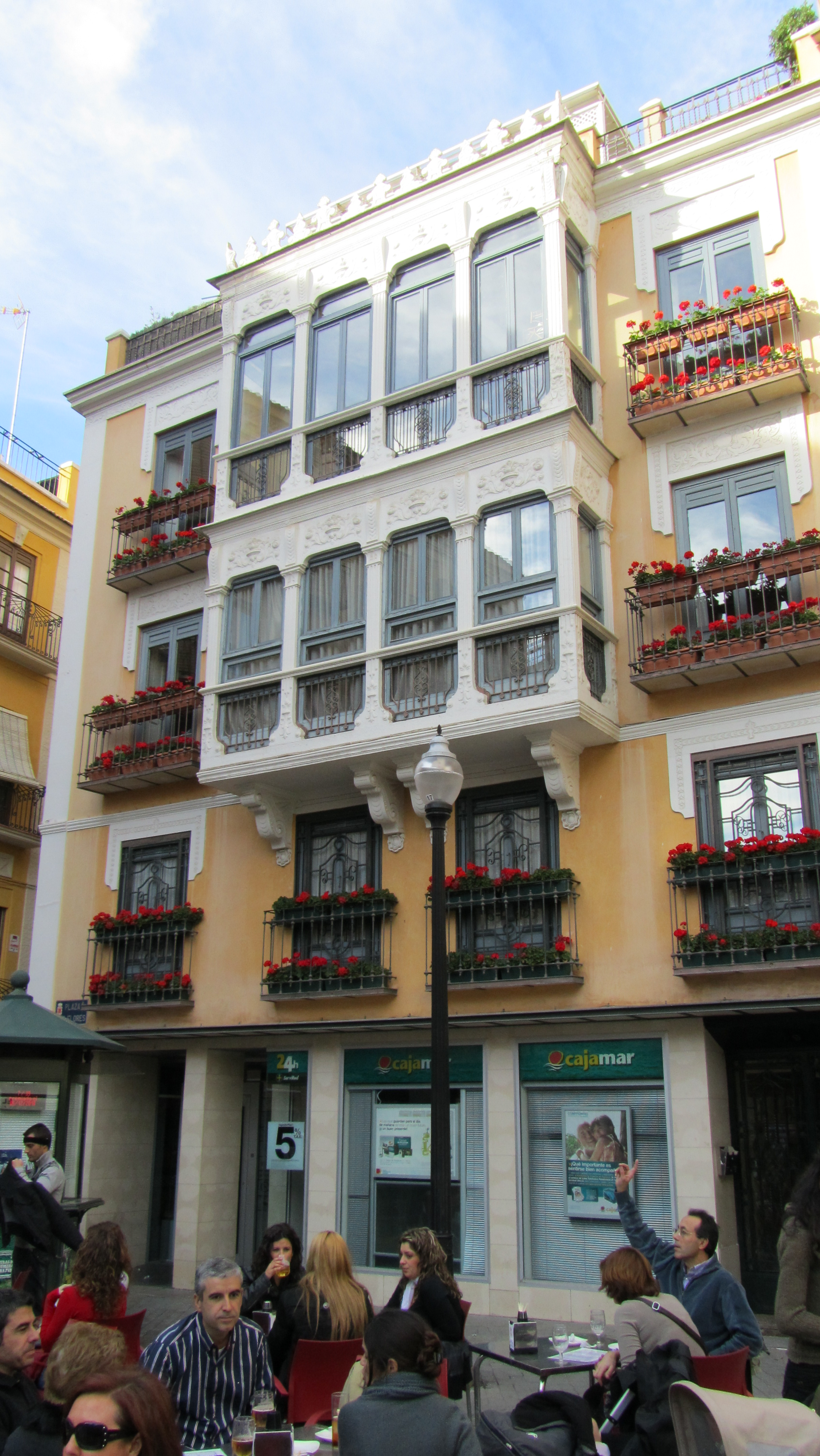
Edificio de Tejidos Abad, plaza de las Flores.

De los edificios conservados hasta la actualidad, destacan el edificio de Tejidos Abad (o del Río de la Plata), una construcción en estilo ecléctico datada en el siglo XIX. Es un edificio de viviendas de tres plantas con bajo comercial, en el que existía un establecimiento dedicado a la venta de tejidos. La parte central del inmueble cuenta con miradores y balcones, normalmente repletos de macetas con flores. Los miradores se encuentran rematados por crestería. La parte superior del edificio queda delimitada por una barandilla colocada entre antepechos.
El edificio de la Librería Almela, situado en la plaza haciendo esquina con la calle San Joaquín, es un inmueble esquinado de tres plantas y bajo comercial. En la fachada podemos observar balcones de forja y ventanas con marcos de piedra artificial muy decorados. El edificio queda rematado por una cornisa sobre ménsulas.
Aunque su fachada principal da a la contigua plaza de San Pedro, como telón de fondo de la plaza de las Flores se encuentra el lateral y la cúpula con teja vidriada de colores típicamente mediterránea de la iglesia de San Pedro. Entre la plaza y la actual calle Cristo de la Esperanza se encuentra la portada lateral del templo, del siglo XVII, debida a Diego de Ergueta. 
La fachada lateral del demolido edificio del Contraste de la Seda también daba a la plaza de las Flores, fachada que hoy puede contemplarse en el patio del Museo de Bellas Artes de Murcia.